# Коолі
Коолі (ест. Kooli) — село в Естонії, входить до складу волості Валґ'ярве, повіту Пилвамаа.